# Relave de Huancapeti
El relave de Huancapeti es un pasivo ambiental minero ubicado en el distrito de Ticapampa de la provincia de Recuay, en Áncash, Perú. 

## Ubicación
El relave de Huancapeti se encuentra en la cuenca del río Sipchoc, en el distrito de Ticapampa, provincia de Recuay en la región Áncash.

## Descripción
El relave comprende un área de 101 200 m² y un volumen de 404 800 m³ en tres niveles. El peso estimado se calcula en 800 000 t y está compuesto principalmente por cuarzo, pirita y óxidos de hierro, provenientes de la concentración de minerales polimetálicos por el método de flotación.

## Impactos ambientales
Existen varios estudios dedicados a la caracterización del relave, su remediación y los impactos ambientales que genera.

### Metales pesados
Un estudio de 2016 de identificación de metales pesados en muestras de suelos mostró que en el relave Huancapeti predomina la acumulación de aluminio (9110 mg/kg), arsénico (3432 mg/kg) y plomo (2190 mg/kg) en época húmeda.

### Drenaje ácido de mina
Un estudio de 1998 mostró que el potencial neto de neutralización (PNN) para la muestra del relave de Huancapeti fue de -175.83 kg CaCO3/t; se incluyeron también en el análisis muestras de los relaves de Mesapata (-700.56 kg CaCO3/t), Romina (-343.18 kg CaCO3/t), Chahuapampa (-80.81 kg CaCO3/t), Santo Toribio (-8.56 kg CaCO3/t) y Ticapampa (+3.90 kg CaCO3/t).
Un estudio del impacto ambiental de 2015 de la calidad de agua superficial por las aguas del drenaje en la quebrada Shipsoc mostró niveles de mercurio (época de estiaje y avenida) y arsénico (época de estiaje) por encima de los límites máximos permisibles de metales pesados del Ministerio del Ambiente (D.S. n. 002-2008-MINAM).

### Remediación
Un estudio realizado en 1997 y 1998 a cargo de la Dirección General de Asuntos Ambientales del Ministerio de Energía y Minas del Perú, planteó las siguientes medidas para la remediación del depósito de relaves de Huancapeti: rehabilitar la superficie del relave, restaurar los taludes y las áreas aplanadas, cubrir con capas de suelo, revegetar e instalar un sistema de drenaje enrocado.

### Incidentes
El 3 de marzo de 2018 parte del relave se derramó en la cuenca Sipchoc por el colapso de la presa cerca de la planta concentradora. De acuerdo a la Prefectura Regional de Áncash, los 50 000 m³ de relaves el deslizamiento contaminó áreas de cultivo, el río Sipchoc y la cuenca hidrográfica del río Santa.